# Love Rollercoaster
«Love Rollercoaster» (с англ. — «Любовь как американские горки») — песня американской фанк-группы Ohio Players, второй сингл из альбома Honey. Достигла вершины хит-парада Billboard Hot 100 в январе 1976 года.

## Тематика песни
В песне поётся об американских горках, как метафоры взлётов и падений в романтических отношениях. Концепция американских горок также была обыграна музыкально — гитарист играет фанк-рифф, делая слайд вверх-вниз несколько раз по ходу всей песни, от ключа G вплоть до тональности E и обратно до ключа G.

## В популярной культуре
- Песня присутствует в видеоигре Grand Theft Auto: San Andreas, она звучит на вымышленной радиостанции Bounce FM.
- Песня вошла в саундтрек к фильмам: «Пункт назначения 3», «Полупрофессионал», «Азартные игры», «Хищные птицы: Потрясающая история Харли Квинн».
- Песня была семплирована корейской поп-группой g.o.d. для их песни «Observation».
- Боец UFC 155 Крис Лебен выходит на ринг под эту песню.
- В одном из эпизодов детского шоу «The Adventures of Pete & Pete», главный герой ссылается на «Love Rollercoaster» чтобы привлечь внимание Арти — самого сильного человека на свете, сравнивая песню с «гигантским фанк-магнитом».

## Кавер-версия Red Hot Chili Peppers
«Love Rollercoaster» — песня американской рок-группы Red Hot Chili Peppers, была издана на лейбле Geffen Records в 1996 году.
В отличие от оригинала, в версии Chili Peppers Энтони Кидис поёт своим фирменным речитативом, а духовая секция была заменена на экзотичные казу.
«Love Rollercoaster» вошла в саундтрек к анимационному фильму «Бивис и Баттхед уделывают Америку». Песня звучит в начале фильма, когда Бивис и Баттхед приезжают в Лас-Вегас — в сцене с танцевальным залом её исполняет вымышленная фанк-группа (этот момент позже был использован для обложки сингла). Позже, было снято музыкальное видео в идентичном стиле, помимо Бивиса и Баттхеда в нём участвуют «мультяшные» музыканты Red Hot Chili Peppers, а также показаны сцены из самого фильма.
Как и в случае с песней «Soul to Squeeze», которую записали во время студийных сессий Blood Sugar Sex Magik, но не стали выпускать на альбоме, а использовали для саундтрека к фильму «Яйцеголовые», в отношении «Love Rollercoaster» был использован тот же принцип: песня была записана во время сессий One Hot Minute, но не попала на альбом — отметившись в саундтреке фильма. Кроме того, сингл был выпущен фирмой Geffen Records, а не текущем лейблом группы — Warner Bros. Records
Хотя песня стала достигла 40-й строчки в чарте Hot 100 Airplay и 22-й в хит-параде Mainstream Top 40, она не попала в Top-10 чартов Modern Rock Tracks и Mainstream Rock Tracks.
Группа никогда не исполнила песню на концертах, наряду с большинством других треков записанных в период Дэйва Наварро.

## В популярной культуре
- Песня вошла в саундтрек к игре Boogie, хотя из текста убрали сексуальный подтекст, немного изменив лирику в угоду издателю — Nintendo.

## Список композиций
Компакт-диск
1. «Love Rollercoaster»
2. «Lesbian Seagull» — Энгельберт Хампердинк

Промосингл
1. «Love Rollercoaster» (Clean Edit)
2. «Love Rollercoaster» (Rock Rollercoaster Mix)
3. «Love Rollercoaster» (LP Version)

## Хит-парады
| Хит-парад (1996-97) | Высшая позиция |
| ------------------- | -------------- |
| Hot 100 Airplay     | 40             |
| Modern Rock Tracks  | 14             |
| Mainstream Top 40   | 22             |